# Вологі тропічні ліси островів Товариства
Вологі тропічні ліси островів Товариства (ідентифікатор WWF: OC0113) — океанійський екорегіон тропічних та субтропічних вологих широколистяних лісів, розташований у Французькій Полінезії.

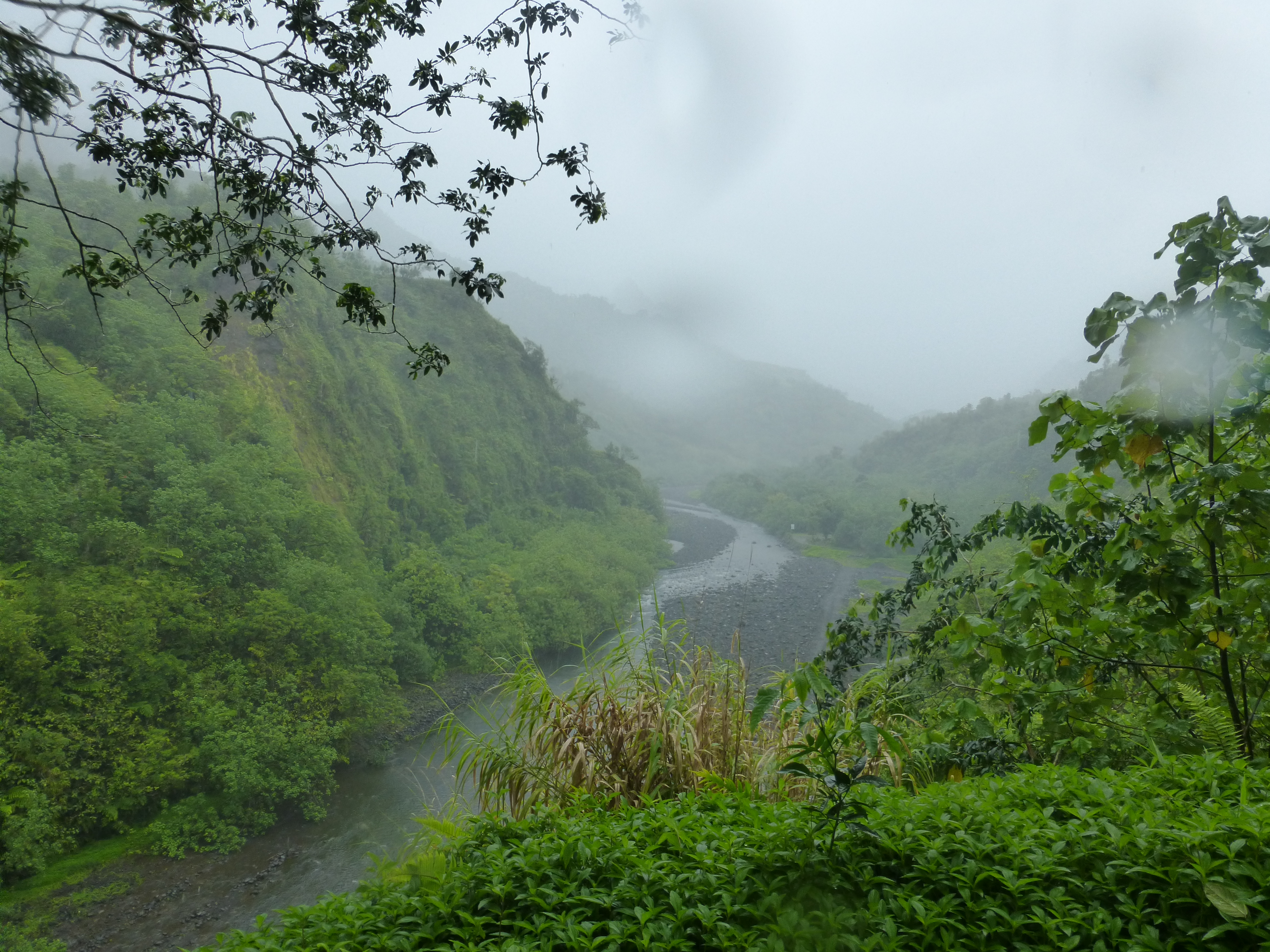
Долина Марото на Таїті

## Географія
Екорегіон вологих тропічних лісів островів Товариства охоплює острови Товариства, архіпелаг, розташований в Тихому океані, на заході Французькій Полінезії, заморської країни Франції.
Архіпелаг включає 14 островів, зокрема дев'ять високих сплячих вулканічних островів та п'ять низьких коралових атолів. Він простягається між 16° і 18° південної широти та між 148° і 154° західної довготи. Острови Товариства діляться на дві групи: Навітряні острови на сході та Підвітряні острови на заході.
Найбільшим островом архіпелагу та всієї Французької Полінезії є Таїті в групі Навітряних островів площею 1042 км². Найвищою вершиною Таїті та всього архіпелагу є гора Орохена заввишки 2241 м.
Острови Товариства утворилися, коли Тихоокеанська плита рухалася на захід/північний захід над гарячою точкою Товариства. Їх вік збільшується зі сходу на захід. Мехетіа на східному краю архіпелагу є наймолодшим островом регіону. Він утворився менше 1 мільйона років тому, а острів Муреа, розташований на захід від Таїті, — від 1,5 до 2 мільйонів років тому. Західні острови Підвітряної групи утворилися близько 4,5 мільйонів років тому. Внаслідок ерозії вони зруйнувалися та осіли, залишивши по собі коралові атоли. Ґрунти на вулканічних островах Товариства утворені з базальту. У прибережних районах цих островів зустрічаються ґрунти, утворені з коралових вапняків, піднятих завдяки тектонічним рухам. На атолах ґрунти переважно складаються з коралового піску.

## Клімат
На островах Товариства переважає вологий тропічний клімат. Середньорічна температура тут становить приблизно 26 °C, а середньорічна кількість опадів коливається від 1700 мм на рівні моря до 8000 мм або більше на навітряних гірських схилах. Влітку (з грудня по лютий) випадають рясні дощі, у березні-квітні погода прохолодніша та сухіша. Протягом більшої частини року в регіоні дмуть південно-східні пасати, завдяки яким на навітряних східних сторонах островів випадає більше опадів, ніж на західних.

## Флора
Основними рослинними угрупованнями екорегіону є низинні дощові ліси, гірські дощові ліси та хмарні ліси, розподіл яких залежить від висоти над рівнем моря. 
Низинні дощові ліси колись були найбільш поширеними лісами регіону, однак вони були вирубані на більшості прибережних низовин і збереглися лише в долинах та на нижніх гірських схилах. Їх основу складають полінезійські каштани (Inocarpus fagifer), запашні кананги (Cananga odorata), таїтійські сумахи (Rhus taitensis), зонтичні пізонії (Ceodes umbellifera),  морські гібіски (Hibiscus tiliaceus), бузинова таренна (Tarenna sambucina), різні види макаранг (Macaranga spp.) та сирних дерев (Glochidion spp.), а також інтродуковані свічкові горіхи (Aleurites moluccanus) та полінезійські бамбуки (Schizostachyum glaucifolium).
Гірські тропічні ліси зустрічаються на висоті понад 300 м на рівнем моря та на менш вологих західних схилах високих островів. В цих лісах переважають зизифоподібні альфітонії (Alphitonia zizyphoides), гірські ліхтарні дерева (Hernandia moerenhoutiana) та гірські метросідероси (Metrosideros collina), а також різні види фаргей (Fagraea spp.), кантіумів (Canthium spp.) та охело (Wikstroemia spp.).
Хмарні ліси зустрічаються на висоті понад 400 м над рівнем моря та вище, як правило, на більш вологих східних схилах. Повітря в горах охолоджуються, піднімаючись по гірських схилах, а волога конденсується у вигляді дощу та майже постійного хмарного покриву. Середньорічні температури тут нижчі, ніж у низинах, і коливаються від 14 °C до 18 °C. У високогірних хмарних лісах регіону домінують дрібноцвіті крилолисти (Pterophylla parviflora) та ребристі олстонії (Alstonia costata). Також в них зустрічаються циртандроподібні фуксії (Fuchsia cyrtandroides), гірські метросідероси (Metrosideros collina), різні види фітчій (Fitchia spp.), мірсин (Myrsine spp.), склеротек (Sclerotheca spp.), циртандр (Cyrtandra spp.), копросм (Coprosma spp.) та психотрій (Psychotria spp.), а також деревоподібні папороті ціатеї (Cyathea spp.) та велетенські папороті (Angiopteris evecta), які на острові Муреа виростають до 9 м заввишки. Дерева в хмарних лісах вкриті епіфітами та лишайниками.
Загалом на островах регіону зустрічається 623 види судинних рослин, з яких 273 види та один рід є ендемічними. Серед ендеміків екорегіону слід відзначити раіатейських мірсин (Myrsine raiateensis), раіатейських крилолистів (Pterophylla raiateensis) та рідкісних раіатейських склеротек (Sclerotheca raiateensis) і раіатейських кадуй (Kadua raiateensis), що зростають на острові Раіатеа.

## Фауна
Орнітофауна екорегіону включає низку рідкісних ендеміків. Таїтянські пацифеї (Pomarea nigra) та довгодзьобі очеретянки (Acrocephalus caffer) є ендеміками Таїті, мореанські очеретянки (Acrocephalus longirostris) — ендеміками Муреї, таїтянські тілопо (Ptilinopus purpuratus), таїтянські салангани (Aerodramus leucophaeus) та таїтянські альціони (Todiramphus veneratus) мешкають як на Таїті, так і на Муреї, а ендемічні золоточереві тілопо (Ptilinopus chrysogaster) зустрічаються на багатьох островах регіону. Також ендеміками екорегіону є підвиди мангрової чаплі Butorides striata patruelis та південноазійської ластівки Hirundo tahitica tahitica, а майже ендемічними його представниками — полінезійські пінони (Ducula aurorae), бораборські альціони (Todiramphus tutus), синьо-фіолетові лорі-віні (Vini peruviana) та таїтійські тайфунники (Pseudobulweria rostrata).
Раніше в екорегіоні зустрічалося багато інших ендемічних птахів, які наразі вимерли. Таїтянські пастушки (Hypotaenidia pacifica) вимерли на початку XX століття, таїтійські погоничі (Zapornia nigra), білокрилі куліги (Prosobonia leucoptera), моорейські куліги (Prosobonia ellisi), чорнолобі какарікі (Cyanoramphus zealandicus) та маупітійські пацифеї (Pomarea maupitiensis) — у XIX столітті, буроголові какарікі (Cyanoramphus ulietanus) та кремові очеретянки (Acrocephalus musae) — наприкінці XVIII століття, а хуахінські горлиці (Macropygia arevarevauupa), хуахінські мартини (Chroicocephalus utunui), хуахінські султанки (Porphyrio mcnabi), полінезійські лорі-віні (Vini vidivici), маркізькі лорі-віні (Vini sinotoi) та хуахінські шпаки-малюки (Aplonis diluvialis) — ще до прибуття в регіон європейців. Полінезійські голуби (Pampusana erythroptera) колись зустрічалися на Туамоту та на островах Товариства, однак наразі збереглися лише на Туамоту. Причиною вимирання більшості цих птахів було хижацтво з боку інтродукованих пацюків.
Місцеві наземні ссавці в екорегіоні відсутні. Герпетофауна островів Товариства включає кілька поширених в Океанії видів сцинків та геконів, зокрема океанійських змієоких сцинків (Cryptoblepharus poecilopleurus) та тихоокеанських тонкопалих геконів (Nactus pelagicus). Серед рідкісних безхребетних тварин, поширених в екорегіоні, слід відзначити 53 види наземних равликів з роду Partula, які походять від одного виду, що колись в минулому потрапив до екорегіону. Багато з цих равликів, що живуть на деревах, обмежені невеликими ізольованими ділянками. Равлики, що жили на Таїті та Муреї, були винищені інтродукованими рожевими вовчими равликами або равликами-канібалами (Euglandina rosea). Загалом 15 видів місцевих равликів вимерли або перебувають під загрозою зникнення.

## Збереження
З моменту прибуття на острови полінезійців 2000-1000 років тому люди мали величезний вплив на флору і фауну островів Товариства. Люди привезли чужорідні рослини, зокрема кокосову пальму (Cocos nucifera) та свічковий горіх (Aleurites moluccanus), які натуралізувалися на архіпелазі, а також свиней та малих пацюків (Rattus exulans). Європейці почали відвідувати острови у XVIII столітті, а пізніше захопили їх і почали на них селитися. Вони привезли багато інших екзотичних рослин та тварин.
Наразі ліси, що росли на висоті до 500 м над рівнем моря, майже повністю знищені і перетворені на кокосові плантації, інші сільськогосподарські угіддя та поселення. На місці низинних лісів наразі поширені савани та луки, у яких переважають вогнестійкі види. Природний рослинний покрив зберігся на гірських схилах та найвищих вершинах, однак навіть у цих місцевостях зустрічаються інвазивні види, які становлять серйозну загрозу як для місцевих рослин, так і для тварин.
Значною загрозою для збереження природи регіону є поширення інвазивних оксамитових міконій (Miconia calvescens), які були завезені на острови у 1937 році. Ці дерева заввишки 15 м утворюють густий лісовий намет, в тіні якого можуть рости лише молоді міконії. Наразі міконієві насадження вкривають близько 65 % Таїті та частину островів Муреа і Раіатеа. Насіння міконій поширюється птахами, і лише постійний ручний контроль сповільнив поширення міконій на менших островах. Є надія, що впровадження засобів біологічного контролю може зменшити швидкість поширення цієї рослини та ступінь її домінування. Серед інших інвазивних рослин, поширених на островах регіону, слід відзначити аравійську каву (Coffea arabica), яблучну гуаяву (Psidium guajava), звичайний лантан (Lantana camara), індійське манго (Mangifera indica), африканське тюльпанове дерево (Spathodea campanulata) та трубне дерево (Cecropia palmata). Загалом на островах Товариства зростає понад 1500 інтродукованих видів рослин.
Серед тварин, що загрожують природі регіону, слід відзначити малих пацюків (Rattus exulans), завезених полінезійцями, чорних пацюків (Rattus rattus) та сірих пацюків (Rattus norvegicus), завезених європейцями, а також здичавілих котів (Felis catus), індійських майн (Acridotheres tristis), червоночубих бюльбюлів (Pycnonotus cafer), рожевих вовчих равликів (Euglandina rosea) та малих вогняних мурах (Wasmannia auropunctata). Особливу загрозу становлять пацюки та коти, які відповідальні за вимирання низки видів птахів.
Оцінка 2017 року показала, що 41 км², або 3 % екорегіону, є заповідними територіями. Природоохоронні території включають: Заповідник Мурейської лагуни на острові Муреа, Заповідник Мон-Марау та Природний парк Тефааїті на Таїті, Заповідник Темехані-Уте-Уте на Раіатеї, а також Природний заповідник Мануае на атолі Мануае та Природний заповідник Моту-Оне на атолі Моту-Оне.